# Matrix Rewolucje
Matrix Rewolucje (ang. The Matrix Revolutions) – amerykański film fabularny w reżyserii rodzeństwa Wachowskich z 2003 roku. Osią fabuły jest ostateczne starcie ludzkości ze zniewalającymi ją maszynami. Premiera filmu odbyła się jednocześnie w sześciu krajach 5 listopada 2003.

## Fabuła
Maszyny są coraz bliżej Syjonu. Neo wciąż pozostaje w śpiączce, mieszkańcy ostatniego bastionu ludzkości przygotowują się do ostatecznego starcia z maszynami. W tym czasie Trinity i Morfeusz udają się do Wyroczni, ta mówi im, że Neo znajduje się w miejscu, z którego może go zabrać tylko Kolejarz, ale zrobi to dopiero wtedy, gdy dostanie pozwolenie od swojego szefa, którym jest Merowing. Trinity, Morfeusz i Serafin udają się do „Piekła” – klubu należącego do Merowinga, aby prosić go o uwolnienie Neo. Merowing żąda za uwolnienie Wybrańca Oczu Wyroczni. Merowing drażni się chwilę z całą trójką, jednak wybucha zamieszanie, w którym Trinity przystawia mu broń do czoła, a ten nie mając wyjścia bez żadnych żądań nakazuje Kolejarzowi uwolnić Neo.
Wybraniec udaje się do Wyroczni, wiedząc, że ta jest tylko kolejnym programem stworzonym do kontrolowania ludzi. Wyrocznia mówi mu, że tej nocy Neo będzie musiał zmierzyć się z Agentem Smithem, który niedługo będzie tak potężny, że będzie mógł zniszczyć obydwa światy. Wyrocznia tłumaczy Wybrańcowi, że Smith został stworzony przez system, aby go zrównoważyć. Neo wierzy, że jest w stanie zakończyć wojnę, ale w tym celu musi się udać do miasta maszyn. W wyprawie towarzyszy mu Trinity.
Morfeusz, Niobe, Link i załoga „Młota” postanawiają wrócić do Syjonu i pomóc obrońcom. Jednak droga do ostatniego bastionu ludzi jest bardzo niebezpieczna, ponieważ maszyny opanowały wszystkie główne drogi. W tym czasie strażnicy przebijają się do Hangaru Syjonu, rozpoczyna się ostateczne starcie pomiędzy ludźmi a maszynami. Neo i Trinity są w drodze do miasta maszyn, lecz nie wiedzą, że na ich statku znajduje się Agent Smith kontrolujący ciało Bane’a. Dochodzi do starcia między Neo a Banem. Neo zostaje oślepiony, ale zabija Bane’a. W Syjonie trwa walka z maszynami, ludzie ponoszą straty, według komandora Locka upadek Syjonu jest tylko kwestią czasu.
Wybraniec i Trinity docierają do miasta maszyn, ich statek zostaje uszkodzony przez maszyny i rozbijają się. Neo udaje się przeżyć, ale Trinity ginie. Wybraniec napotyka maszynę Deus Ex Machina. Obiecuje maszynie, że zniszczy Smitha, w zamian za zakończenie wojny maszyn z ludźmi. Deus Ex Machina godzi się, a jednocześnie strażnicy atakujący Syjon zaprzestają działań wojennych. Obrońcy Syjonu są tym zdziwieni. Morfeusz domyśla się, że Neo rozpoczął walkę o przetrwanie ludzkości.
Neo zostaje podłączony do Matriksa, aby skonfrontować się ze Smithem. W pojedynku nie uczestniczą kopie Smitha, jedynie biernie go obserwujące. Spektakularna walka zbliża się ku końcowi, kiedy to Smith uderza ciałem Neo o ulicę, tworząc krater. Wewnątrz niego Agent, stojąc obok leżącego Wybrańca, wymienia wszelkie motywacje Neo do walki, nie rozumiejąc postępowania przeciwnika. Na pytanie: „Dlaczego?” Neo odpowiada: „Bo tak wybieram”. W tym momencie Wybraniec odrzuca Smitha, a ten wbija się w ścianę krateru, następnie atakuje Neo, który ostatecznie pada na ziemię. W tym momencie Smith zaczyna rozumieć, że to właśnie chwila spełnienia. Stwierdza: „Wszystko, co ma początek, ma swój koniec, Neo.” Kiedy to wymawia, Wybraniec z trudem i determinacją powstaje, a Smith zaczyna pojmować to, co się dzieje. Z obawy przed przeciwnikiem oddala się od niego, jednak ostatecznie podejmuje próbę nadpisania siebie na Neo. Ten przyjmuje to ze spokojem wiedząc, że to jedyny sposób na zażegnanie konfliktu i zakończenie swojej misji. Skopiowany Smith potwierdza sukces, jednak po chwili rozpada się w oślepiającym blasku. To samo dzieje się z pozostałymi kopiami i Smithem.
Tymczasem w rzeczywistym świecie nie dający oznak życia Neo zostaje przeniesiony w głąb miasta maszyn, które z każdą chwilą rozjaśnia się. Mątwy opuszczają Syjon, w którym wybucha euforia. Wszystkie kopie wracają do swych dawnych postaci i nastaje nowy dzień dla świata. Ostatecznie o wschodzie Słońca Wyrocznia spotyka się z Architektem. Zgodnie z obietnicą wszyscy ludzie podłączeni do Matriksa, którzy będą tego chcieli, zostaną odłączeni od systemu. Wraca Serafin z Sati.

## Obsada
- Keanu Reeves – Neo / Thomas Anderson
- Laurence Fishburne – Morfeusz
- Carrie-Anne Moss – Trinity
- Hugo Weaving – agent Smith
- Sing Ngai – Serafin
- Jada Pinkett Smith – Niobe
- Tanveer K. Atwal – Sati
- Mary Alice – Wyrocznia
- Helmut Bakaitis – Architekt
- Nona M. Gaye – Zee
- Harry Lennix – Lock
- Harold Perrineau Jr. – Link
- Lachy Hulme – Sparks
- Lambert Wilson – Merowing
- Monica Bellucci – Persefona
- Ian Bliss – Bane
- Rachel Blackman – Charra
- Daniel Bernhardt – agent Johnson
- Matt McColm – agent Thompson
- Genevieve O’Reilly – oficer Wirtz
- Nathaniel Lees – Mifune
- Bernard White – Rama-Kandra
- Tharini Mudaliar – Kamala
- Bruce Spence – Konduktor
- Anthony Wong – Duch
- Henry Blasingame – Deus Ex Machina
- Kevin Michael Richardson – Deus Ex Machina (głos)

## Odbiór
W serwisie Rotten Tomatoes 34% z 219 recenzji uznano za pozytywne, a średnia ocen wyniosła 5,3 na 10. Magdalena Kempna-Pieniążek uważa zarówno drugą, jak i trzecią część cyklu Matrix za mniej udane artystycznie od pierwszej, gdyż są obliczone przede wszystkim na wizualną efektowność.
Film otrzymał wspólnie z Matriksem Reaktywacją nominację do Złotej Maliny w kategorii Najgorsza Reżyseria.